# Zamek w Tennenlohe
Zamek w Tennenlohe – dawna barokowa rezydencja, znajdująca się w dzielnicy Tennenlohe w mieście Erlangen. 
Obecnie mieści się w niej gospoda.

## Źródła
- Robert Giersch, Andreas Schlunk, Berthold Frhr. von Haller: Burgen und Herrensitze in der Nürnberger Landschaft. Altnürnberger Landschaft, Lauf an der Pegnitz 2006, ISBN 978-3-00-020677-1, S. 445–447.